# 2018年哲學
2018年發生的哲學事件

## 事件
- 莎莉·哈斯兰格和约翰 · 海爾（John Heil）获得哲學類古根漢獎學金（英语：Guggenheim Fellowship）[1][2]

## 出版物
• 者為標題直譯
- 2月8日 - 米歇尔·福柯《性经验史第四卷：肉欲的告赎》[3]（Histoire de la sexualité, IV : Les aveux de la chair）（伽利玛出版社）
- 2月19日- 汤米 · 谢尔比（英语：Tommie Shelby）和布兰登 · 特里（Brandon Terry）（編）《塑造一个新世界: 关于马丁·路德·金政治哲学的论文》*（To Shape a New World: Essays on the Political Philosophy of Martin Luther King, Jr. ）（哈佛大学出版社）
- 3月4日 - 托馬斯·斯坎倫《为什么不平等问题重要？》*（Why Does Inequality Matter?） 牛津大學出版社
- 5月22日 - 埃洛·莫里斯《菸灰缸（或否認客觀實在的那一個人）》[4]
- 7月17日 - 尤金 · 萨克尔（英语：Eugene Thacker）《無限辭職：悲觀主義》*（Infinite Resignation: On Pessimism）

## 死亡
- 7月8日 - 法国哲学家兼纪录片导演克勞德·朗玆曼（生於1925年，92歲）[5][6]
- 10月10日 - 英國道德哲學家瑪麗·米奇利（英语：Mary Midgley）（生於1919年，99歲）[7]
- 10月13日 - 喀麥隆哲學家法比恩·埃布西·布拉加（英语：Fabien Eboussi Boulaga）（生於1934年，84歲）[8]
- 10月27日 - 瑞士數學家、邏輯學家丹尼斯·米耶維勒（英语：Denis Miéville）（生於1946年，72歲）[9]
- 11月2日 -  美國哲學家赫伯特·法格雷特（英语：Herbert Fingarette）（生於1921年，97歲）[10]
- 11月4日 -  瑞士柏拉圖學院派哲學家、作家柏提爾‧馬丁森（英语：Bertil Mårtensson）（生於1945年，71歲）[11]
- 11月15日 -  美國哲學家阿道夫·格倫鮑姆（生於1923年，95歲）[12]
- 12月23日 -  尼日利亞女性哲學家索菲·奥卢沃尔（英语：Sophie Oluwole）（生於1936年，82歲）[13]
- 12月25日 -  美國哲學家艾薩克·列維（英语：Isaac Levi）（生於1930年，88歲）[14]